# Svědek (film, 1981)
Svědek (francouzsky Garde à vue) je kriminální filmové drama z roku 1981 režírované Claudem Millerem. Předlohou se stal román Brainwash (Vymytí mozku) britského spisovatele Johna Wainwrighta.
Hlavní postavy komorního konverzačního dramatu ztvárnili Lino Ventura a Guy Marchand jako vyšetřovatelé, Michel Serrault, který hrál podezřelého notáře, a Romy Schneiderová jako jeho žena.
Snímek byl oceněn čtyřmi Césary za nejlepší scénář, mužský herecký výkon, mužský herecký výkon ve vedlejší roli a střih. Ve francouzských kinech snímek zhlédlo 2 098 038 diváků, což jej zařadilo na 17. místo návštěvnosti v roce 1981.
V roce 2000 vznikl remake filmu nazvaný Podezření.

## Děj
Jerome Martinaud (Michel Serrault) je bohatý a vlivný notář v malém francouzském městečku. Na silvestrovský večer je předvolán k podání vysvětlení na policii, a to ve věci jím objevené znásilněné a zavražděné malé holčičky. Jednalo se již o druhou oběť, když první, stejným způsobem zavražděná dívka, byla nalezena na pláži v blízkosti domu jeho sestry. Podle svědectví se notář v době vraždy vyskytoval v blízkosti, když bylo jeho auto spatřeno zaparkované před tamní hospodou.
Z pozice svědka se ve výslechu vedeném zkušeným inspektorem Antoinem Gallienem (Lino Ventura) dostává do role hlavního podezřelého. Noční přítomnost u moře zdůvodňuje návštěvou sestry a sexem s prostitutkou. Se svou ženou Chantal (Romy Schneider) intimně nežije již od svatby a společný život fakticky nevedou. Přítomen výslechu je i mladší policista Marcel Belmont (Guy Marchand), který v Gallienově nepřítomnosti podezřelého fyzicky napadne se snahou vymlátit z něj doznání.
Během interpretace důkazů na policii zavítá také notářova manželka Chantal, která v rozhovoru s inspektorem podává svědectví, že byla přítomna scéně, která měla dokazovat lásku jejího muže k osmileté neteři Camille. Měl se k ní chovat jako k dospělé ženě a otevřeně s ní rozmlouvat. Objevuje se také lístek z čistírny, který je datován z následujícího dne, kdy notář objevil druhé tělo. Má být důkazem snahy zamaskovat stopy od krve na notářově plášti, který si nechal vyčistit. Policii proto poskytl náhradní čistý plášť.
Po dalším tlaku na podezřelého se nad ránem právník doznává k dvojnásobné vraždě. Gallien se před budovou loučí s Chantal. Odtahová služba nakládá v noci ukradené auto, z jehož kufru vytéká krev. Inspektor zjišťuje, že obsahuje tělo další holčičky. Vrahem tedy je někdo jiný. Majitel auta, který přišel nahlásit jeho zmizení, již sedí na vyšetřovně. Notář vychází volný z budovy a nasedá do auta ke své ženě. Nalézá ji však již mrtvou. Prostřelila si hlavu.

## Obsazení
| Lino Ventura          | Antoine Gallien, policejní inspektor         |
| Michel Serrault       | Jérôme Martinaud, notář                      |
| Romy Schneider        | Chantal Martinaud, notářova manželka         |
| Guy Marchand          | Marcel Belmont, policejní inspektor          |
| Elsa Lunghini         | Camille                                      |
| Pierre Maguelon       | Adami, policejní inspektor                   |
| Jean-Claude Penchenat | komisař                                      |
| Patrick Depeyrrat     | policista                                    |
| Yves Pignot           | policista v dešti                            |
| Mathieu Schiffman     | syn Berthiera, zloděj aut                    |
| Michel Such           | Jean-Marie Jabelain, majitel ukradeného vozu |

## Ocenění
César 1982
- nejlepší herec (Michel Serrault)
- nejlepší herec ve vedlejší roli (Guy Marchand)
- nejlepší scénář (Jean Herman, Michel Audiard a Claude Miller)
- nejlepší střih (Albert Jurgenson)

Syndicat Français de la Critique de Cinéma 1982
- nejlepší film

Grand prix du cinéma français 1981
- nejlepší film

World Film Festival 1981
- cena poroty za nejlepší scénář